# Abánades
Abánades település Spanyolországban, Guadalajara tartományban. Abánades Alcolea del Pinar, Canredondo, Esplegares, Luzaga, Sacecorbo, Sotodosos, Torrecuadradilla és Torremocha del Campo községekkel határos. Lakosainak száma 60 fő (2024).

## Népesség
A település lakosságának változását az alábbi diagram mutatja:
| Lakosok száma | 109  | 107  | 97   | 83   | 75   | 61   | 59   | 48   | 55   | 60   |
|               | 2001 | 2004 | 2006 | 2009 | 2011 | 2014 | 2016 | 2019 | 2021 | 2024 |